# Totsukuni no Shōjo
Totsukuni no Shōjo (とつくにの少女, Brasil: A Menina do Outro Lado / Portugal: A Menina Que Veio do Outro Lado: Siúil, a Rún) é uma série de mangás japoneses ilustrado por Nagabe. Foi serializado originalmente pela Mag Garden de setembro de 2015 a março de 2021 em um total de 11 volumes.
No Brasil, o mangá foi licenciado pela DarkSide Books. O primeiro volume saiu em 28 de fevereiro de 2019 e em março de 2022 já conta com cinco volumes. Um curta de 10 minutos baseado no mangá foi lançado em DVD pelo Wit Studio e lançado junto do oitavo volume do mangá no Japão, em setembro de 2019. Uma versão longa-metragem será lançada também pelo Wit Studio no Japão com uma edição bônus do mangá em março de 2022.
Em Portugal, a série foi publicada pela Editorial Presença com o título A menina que veio do outro lado. O primeiro volume foi editado em Agosto de 2023, com tradução do original Japonês por André Pinto Teixeira.

## Enredo
Em uma terra distante a sociedade está dividida. Existem as pessoas normais e os amaldiçoados. Os normais vivem em um reino temendo que qualquer ser amaldiçoado possa adentrar seus portões e muros. Do lado de fora, na floresta, uma menininha chamada Shiva foi abandonada. Ela foi acolhida por uma criatura meio humana, meio animal, chamada Sensei, que não pode ser tocado e vive fora da cidade. Sensei se afasta do convívio com os demais, sabendo dos perigos e maldições que os rodeiam e alerta Shiva para ela nunca saia sozinha. Entretanto, a menininha espera reencontrar sua tia desaparecida e quando Shiva quebra as regras para encontrá-la, os dois estão em perigo.

## Protagonistas
- Shiva: uma garotinha que, acredita-se, tenha sido tocada por uma criatura da floresta e depois abandonada. Porém, Shiva não é amaldiçoada. É cuidada por uma criatura chamada Sensei, responsável por cozinhar, lavar, cuidar da casa, pegar lenha e colocá-la para dormir, ainda que nunca a toque. Shiva é alegre, carinhosa, muito apegada a Sensei, mas ela espera que, um dia, sua tia venha buscá-la.

- Sensei (Portugal: Doutor): uma criatura meio homem, meio animal, que cuida de Shiva. Ele é bastante alto, usa terno e tem a pele escura. Impedido de tocar em Shiva por causa da maldição, ele cuida da casa e das necessidades da garotinha diariamente. Ele mente para Shiva dizendo que sua tia está vindo buscá-la por não querer ver a menininha sofrer. Sensei não tem medo das armas humanas e nem pode ser ferido por elas, já que foi crivado de flechas ao proteger Shiva de um ataque humano e não se feriu.

## Simbolismo
Totsukuni no Shōjo é uma obra que, basicamente, fala sobre gentileza, principalmente com aquilo que é tão diferente de si mesmo. Fala sobre as dualidades - do animal e do humano, do preto e do branco, do bem e do mal, dentro e fora - e de como é possível aceitar o diferente. Esse mesmo diferente pode causar medo e repulsa em alguns que não o conhecem e ele será combatido e até perseguido.

## Animações
Um curta de 10 minutos foi lançado em edição limitada em DVD acompanhando o oitavo volume do mangá em 10 de setembro de 2019. Foi dirigido por Yūtarō Kubo e Satomi Maiya e produzido pelo Wit Studio. Antes do lançamento em DVD, o curta estreou no Fantasia International Film Festival em Montreal, em 1 de agosto de 2019. Ele também foi exibido no Scotland Loves Anime Film Festival, em Glasgow, na Escócia, em 12 de outubro de 2019 e foi exibido via streaming no Japanese Film Festival e no JFF Plus Online Film Festival em vários países em dezembro de 2020. O curta competiu na categoria de Filmes ou Vídeos para Audiências Jovens no Ottawa International Animation Festival, que ocorreu online em 2020.
Em 5 de março de 2021, o estúdio anunciou que estava produzindo um longa-metragem baseado em Totsukuni no Shōjo, a ser lançado na edição bônus do mangá em 10 março de 2022. Ele foi dirigido pela mesma equipe técnica do curta e pelo mesmo elenco, com Jun Fukuyama (o Koro-sensei em Assassination Classroom) e Rie Takahashi (a Emilia em Re:Zero) são as vozes originais de Sensei e Shiva, respectivamente. Uma campanha de financiamento coletivo foi iniciada para levantar os fundos necessários para a execução do longa entre março de 2020 e maio de 2021. A campanha levantou 3 milhões de ienes (cerca de 130 mil reais) no primeiro dia de campanha, chegando a um total de 20 milhões de ienes no fim da campanha (cerca de 851 mil reais).

## Recepção
Totsukuni no Shōjo foi indicada ao prêmio de Melhor Quadrinho no 45.º Angoulême International Comics Festival em 2018. Os dois primeiros volumes foram inseridos na lista de Melhores Graphic Novels para Jovens, selecionados pela American Library Association em 2018. Os volumes três, quatro e cinco foram inseridos na mesma lista no ano seguinte.

## Publicações
| N.º   | Original               | Original                                 | Português                                        | Português                           |
| N.º   | Data de lançamento     | ISBN                                     | Data de lançamento                               | ISBN                                |
| ----- | ---------------------- | ---------------------------------------- | ------------------------------------------------ | ----------------------------------- |
| 1     | 10 de março de 2016    | 978-4-8000-0545-8                        | - BR 28 de fevereiro de 2019 - PT Agosto de 2023 | 978-85-9454-155-0 978-972-23-7215-2 |
| 2     | 10 de setembro de 2016 | 978-4-8000-0612-7                        | - BR 24 de abril de 2019 - PT Outubro de 2023    | 978-85-9454-161-1 978-972-23-7245-9 |
| 3     | 10 de abril de 2017    | 978-4-8000-0671-4                        | - BR 18 de outubro de 2019 - PT Janeiro de 2024  | 978-85-9454-173-4 978-972-23-7286-2 |
| 4     | 10 de outubro de 2017  | 978-4-8000-0720-9 978-4-8000-0712-4 (EL) | - BR 18 de agosto de 2020 - PT Maio de 2024      | 978-85-9454-174-1 978-972-23-7374-6 |
| 5     | 10 de abril de 2018    | 978-4-8000-0757-5 978-4-8000-0746-9 (EL) | - BR 4 de novembro de 2021 - PT Julho de 2024    | 978-65-5598-127-8 978-972-23-7436-1 |
| 6     | 10 de outubro de 2018  | 978-4-8000-0801-5                        | - BR 4 de abril de 2022 - PT Outubro de 2024     | 978-65-5598-162-9 978-972-23-7503-0 |
| 7     | 9 de março de 2019     | 978-4-8000-0836-7 978-4-8000-0811-4 (EL) | - BR 7 de setembro de 2022 - PT Janeiro de 2025  | 978-65-5598-208-4 978-972-23-7558-0 |
| 8     | 10 de setembro de 2019 | 978-4-8000-0891-6 978-4-8000-0851-0 (EL) | - BR 7 de junho de 2023 - PT Maio de 2025        | 978-65-5598-255-8 978-972-23-7604-4 |
| 9     | 10 de março de 2020    | 978-4-8000-0946-3                        | - BR 25 de julho de 2023                         | 978-65-5598-271-8                   |
| 10    | 10 de setembro de 2020 | 978-4-8000-1011-7                        | - BR 2023                                        | 978-65-5598-325-8                   |
| 11    | 9 de abril de 2021     | 978-4-8000-1065-0                        | - BR 2023                                        | 978-65-5598-326-5                   |
| Bonus | 10 de março de 2022    | 978-4-8000-1097-1                        | —                                                | —                                   |